# Przystanki dekompresyjne
Przystanki dekompresyjne – określone głębokości, na których nurek zatrzymuje się podczas wynurzania, w celu usunięcia nadmiaru gazów (najczęściej azotu) nagromadzonych w organizmie (krwiobiegu) podczas fazy dennej nurkowania.
Ponieważ metodyka stosowania przystanków dekompresyjnych została pierwsze wprowadzona w Anglii i w USA, typowo przystanki wyznaczano co 10 stóp, co w krajach stosujących metryczne jednostki przeliczono z pewnym zaokrągleniem na 3 metry.